# Campionati mondiali di tiro 1927
I campionati mondiali di tiro 1927 furono la ventiquattresima edizione dei campionati mondiali di questo sport e si disputarono a Roma. La nazione più medagliata fu la Svizzera.

## Risultati

### Uomini

#### Carabina
| Evento                     | Oro                                                                                  | Oro       | Argento                                                                       | Argento   | Bronzo                                                                                  | Bronzo    |
| Evento                     | Atleta                                                                               | Risultato | Atleta                                                                        | Risultato | Atleta                                                                                  | Risultato |
| 300m 3 posizioni           | Josias Hartmann                                                                      | 1105      | Karl Zimmermann                                                               | 1083      | Olle Ericsson                                                                           | 1077      |
| 300m a terra               | William Bruce                                                                        | 389       | Mauritz Eriksson                                                              | 387       | Ivar Wester                                                                             | 385       |
| 300m in ginocchio          | Josias Hartmann                                                                      | 379       | Karl Zimmermann                                                               | 375       | Walter Lienhard                                                                         | 369       |
| 300m in piedi              | Josias Hartmann                                                                      | 344       | Karl Zimmermann                                                               | 342       | Raymond Durand                                                                          | 340       |
| 300m 3 posizioni a squadre | Svizzera Josias Hartmann Walter Lienhard Fritz Kuchen Giuseppe Pelli Karl Zimmermann | 5379      | Svezia Olle Ericsson Mauritz Eriksson Knut Knutsson Eerik Ohlsson Ivar Wester | 5339      | Stati Uniti William Bruce Paul Martin Manning Dodson Raymond Coulter Laurence Nuesslein | 5272      |

#### Carabina militare
| Evento            | Oro             | Oro       | Argento               | Argento   | Bronzo                | Bronzo    |
| Evento            | Atleta          | Risultato | Atleta                | Risultato | Atleta                | Risultato |
| 300m 3 posizioni  | Ernesto Panza   | 446       | Riccardo Ticchi       | 446       | Gian Galeazzo Cantoni | 438       |
| 300m a terra      | Franco Micheli  | 171       | Riccardo Ticchi       | 165       | Marian Borzemski      | 161       |
| 300m in ginocchio | Riccardo Ticchi | 160       | J. Scheuter           | 154       | Fritz Kuchen          | 154       |
| 300m in piedi     | Louis Gouéry    | 152       | Gian Galeazzo Cantoni | 147       | Ernesto Panza         | 145       |

#### Pistola
| Evento        | Oro                                                                               | Oro       | Argento                                                                               | Argento   | Bronzo | Bronzo    |
| Evento        | Atleta                                                                            | Risultato | Atleta                                                                                | Risultato | Atleta | Risultato |
| 50m           | Wilhelm Schnyder                                                                  | 532       | August Wiederkehr                                                                     | 530       | Charles des Jamonières                                                                                        | 523       |
| 50m a squadre | Svizzera Fritz Balmer Robert Blum August Wiederkehr Fritz Zulauf Wilhelm Schnyder | 2573      | Danimarca Anker Boll Paul Møller Erik Sætter-Lassen Christian Lehrman Christen Møller | 2491      | Spagna Antonio Bonilla Sanmartin José Bento Lopez Luis Calvet Sandoz Julio Castro del Rosario Garcia Martinez | 2481      |

## Medagliere
Nazione ospitante
| Posiz. | Nazione     | Oro | Argento | Bronzo | Totale |
| ------ | ----------- | --- | ------- | ------ | ------ |
| 1      | Svizzera    | 6   | 4       | 2      | 12     |
| 2      | Italia      | 3   | 3       | 2      | 8      |
| 3      | Francia     | 1   | 0       | 2      | 3      |
| 4      | Stati Uniti | 1   | 0       | 1      | 2      |
| 5      | Svezia      | 0   | 2       | 2      | 4      |
| 6      | Danimarca   | 0   | 1       | 0      | 1      |
| 6      | Paesi Bassi | 0   | 1       | 0      | 1      |
| 8      | Polonia     | 0   | 0       | 1      | 1      |
| 8      | Spagna      | 0   | 0       | 1      | 1      |